# Ventanilla (distrito)
O distrito de Ventanilla é um dos sete distritos que formam a Província de Callao, pertencente a Região Callao, na zona central do Peru.
1.- Localização geográfica
O distrito de Ventanilla é um dos sete distritos da Província Constitucional do Callao, fica a 34 km ao noroeste de Lima, à altura do km 28.5 da Panamericana Norte. Seu território abarca mais da metade do território do Callao (51.2%).
2- História
O Callao foi fundado em 20 de agosto de 1826, em 1857 é nominada Província Constitucional do Callao. Em 1960 dentro das políticas do primeiro governo de Belaunde Terry, de dotar de viviendas a familiares e desconcentrar o centro de Lima e Callao, planificou no território do Callao, o projeto “Cidade Satélite”, é uma cidade planificada e dotada de todos os serviços básico, 20,000 vivendas, que foi habitada inicialmente para os suboficiais da Marinha de Guerra do Peru.
Os moradores de “Cidade Satélite” formam um Comitê Cívico, com o fim de converter o lugar num distrito, o povo saiu pelas ruas a exigir seu direito, o 28/01/69 mediante Decreto 17392 foi reconhecido à Cidade Satélite como distrito.
3.- Nível populacional
Ventanilla é um distrito jovem, com uma taxa densidade elevada, o INEI baseado nos censos Nacionais de População e Vivenda de: 1981, 1993, 2005 indica que o crescimento foi: 1981 de 13.8% superior à Região Callao 2.9%, em 1993 era de 14.8% do total provincial e no 2005 o 30%. (INEI.2005).
4.- Lugares turísticos
Ventanilla tem um balneário de 7.8 km,
longitude. 40,000 pessoas assistem anualmente possibilitado pela implementação da estrada que enlaça a Panamericana Norte com sua praia. Existem ademais 23 umidais como área de reserva ecológica do distrito com potencialidades educativas, recreativas e turísticas que está sendo valorados.
5.- Celebrações
Durante vários anos se desenvolve o Festival Gastronômico “Saboreando Ventanilla” e desde sete anos se celebra o “Festival Internacional Viva Ventanilla 2015”, onde assistem grupos musicais nacionais e internacionais.
Distrito peruano de Ventanilla é um dos sete distritos que formam a Província de Callao, pertencente a Região Callao, na zona central do Peru.

## Transporte
O distrito de Ventanilla é servido pela seguinte rodovia:
- PE-20, que liga o distrito de Callao (Região de Callao)  à cidade de Puente Piedra (Província de Lima)[1][2][3]